# Руссовски, Давид
Давид Руссовски (порт.-браз. David Russowski; 1 сентября 1917, Крус-Алта, Риу-Гранди-ду-Сул — 14 сентября 1958, Сан-Паулу), также известный под именем Руссиньо (порт.-браз. Russinho) — бразильский футболист, полузащитник.

## Карьера
Руссиньо родился в богатой еврейской семье. Он начал карьеру в клубе «Гремио», где дебютировал 8 апреля 1934 года в матче городского чемпионата с клубом «Американо» (2:0), и где сразу же забил гол. Футболист выступал за этот клуб до 1936 года, проведя 47 встреч (30 побед, 8 ничьих и 9 поражений) и забив 29 мячей. Затем с 1937 по 1939 год играл за клуб «Американо». 
В 1939 году Руссиньо перешёл в «Интернасьонал», куда его привёл его брат Жилдо Руссовски. За переход ему были подарены часы фирмы Tissot Omega Caliber 33.3, долгие годы бывшие реликвией семьи Руссиньо. В  клубе он дебютировал 11 марта в матче с «Ферровиарио», где его клуб проиграл 2:3. В 1940 году он забил 300-й гол в дерби «Гре-Нал», который принёс победу его команде со счётом 4:3. В этот же год родилась команда, прозванная «Компрессорный каток», частью которой и стал Руссиньо, бывший капитаном команды. Полузащитник в составе команды три года подряд выигрывал чемпионат штата Риу-Гранди-ду-Сул. Он еще был известен тем, что будучи обеспеченным человеком, часто делился заработной платой и премиями в клубе со своими сокомандниками, организовывал и оплачивал командные ужины после побед.
В 1942 году в «Интернасьонал» пришёл новый главный тренер, уругваец Рикардо Диес. У него сразу случился конфликт с Руссиньо, который поехал на бразильские университетские игры в составе футбольной сборной Риу-Гранди-ду-Сул. Во время этих соревнований Диес, без отсутствовавшего Руссиньо, организовал предсезонные сборы, ставшие первыми в истории клуба, включавшими, помимо прочего, и углублённое медицинское обследование. Когда футболист вернулся, тренер заявил, что тот не будет играть, пока не пройдёт всю ту подготовку, что прошла команда и пока не проведёт такое же медицинские тесты. Руссиньо отказался и заявил, что вообще завершит карьеру, если его заставят делать это. Его поддержала команда, а Диес подал в отставку. В том же году, после поражения от «Коритибы» со счётом 4:7, где он забил один из голов, Руссиньо принял решение завершить карьеру. За «Интер» он провёл 90 матчей (61 победа, 18 ничьих и 11 поражений) и забил 74 мяча.
После окончания игровой карьеры Руссиньо стал работать юристом, закончив юридический факультет Федерального университета Риу-Гранди-ду-Сул еще в 1941 году. В 1958 году во время хирургической операции по лечению язвы, он получил анафилактический шок и умер. Из-за его смерти «Гремио» и «Интернасьонал» объявили трёхдневный траур.

## Достижения
- Чемпион штата Риу-Гранди-ду-Сул: 1940, 1941, 1942